# Engenheiro Beltrão
Engenheiro Beltrão este un oraș în Paraná (PR), Brazilia.